# ハスケル郡 (オクラホマ州)
ハスケル郡（英: Haskell County）は、アメリカ合衆国オクラホマ州の東部に位置する郡である。2010年国勢調査での人口は12,769人であり、2000年の11,792人から8.3％増加した。郡庁所在地はスティグラー市（人口2,685人）であり、同郡で人口最大の都市でもある。郡名はオクラホマ州初代知事チャールズ・N・ハスケル（在任1907年-1911年）に因んで名付けられた。

## 地理
アメリカ合衆国国勢調査局に拠れば、郡域全面積は625平方マイル (1,618.7 km2)であり、このうち陸地577平方マイル (1,494.4 km2)、水域は48平方マイル (124.3 km2)で水域率は7.72％である。

### 主要高規格道路
- オクラホマ州道2号線
- オクラホマ州道9号線
- オクラホマ州道31号線
- オクラホマ州道71号線
- オクラホマ州道82号線

### 隣接する郡
- マスコギー郡 - 北
- セコイア郡 - 北東
- ルフロア郡 - 東
- ラティマー郡 - 南
- ピッツバーグ郡 - 西
- マッキントッシュ郡 - 北西

### 国立保護地域
- セコイア国立野生生物保護区（部分）

## 人口動態
以下は2000年の国勢調査による人口統計データである。
| 基礎データ - 人口: 11,792人 - 世帯数: 4,624 世帯 - 家族数: 3,380 家族 - 人口密度: 8人/km2（20人/mi2） - 住居数: 5,573軒 - 住居密度: 4軒/km2（10軒/mi2） 人種別人口構成 - 白人: 78.24% - アフリカン・アメリカン: 0.61% - ネイティブ・アメリカン: 14.60% - アジア人: 0.29% - その他の人種: 0.45% - 混血: 5.81% - ヒスパニック・ラテン系: 1.50% 年齢別人口構成 - 18歳未満: 26.0% - 18-24歳: 8.1% - 25-44歳: 24.5% - 45-64歳: 24.2% - 65歳以上: 17.2% - 年齢の中央値: 39歳 - 性比（女性100人あたり男性の人口） - 総人口: 95.7 - 18歳以上: 92.4 | 世帯と家族（対世帯数） - 18歳未満の子供がいる: 31.7% - 結婚・同居している夫婦: 60.6% - 未婚・離婚・死別女性が世帯主: 9.1% - 非家族世帯: 26.9% - 単身世帯: 24.7% - 65歳以上の老人1人暮らし: 13.0% - 平均構成人数 - 世帯: 2.52人 - 家族: 3.00人 収入と家計 - 収入の中央値 - 世帯: 24,553米ドル - 家族: 29,872米ドル - 性別 - 男性: 25,493米ドル - 女性: 17,462米ドル - 人口1人あたり収入: 13,775米ドル - 貧困線以下 - 対人口: 20.5% - 対家族数: 16.1% - 18歳未満: 25.1% - 65歳以上: 18.6% |

## 都市と町
| - ケオタ - キンタ | - マカーテン - スティグラー - 郡庁所在地 | - タマハ - ホワイトフィールド |

## ハスケル郡庁舎
スティグラー市にはハスケル郡庁舎があり、前面の芝にモーセの十戒とメイフラワー誓約の大理石碑が建っていることで有名になった。
アメリカ合衆国控訴裁判所は、ハスケル郡の郡政委員が郡庁舎前面の芝にモーセの十戒碑を建てたことで、個人の信教を強制しようとすることは違憲であると、全判事一致で裁定した。この判決に対してアメリカ市民自由同盟とオクラホマ州市民自由同盟から異議申し立てがあっている。